# ماريو بارتي 7
ماريو بارتي 7 (بالإنجليزية: Mario Party 7)‏ (باليابانية: マリオパーティ7) ، هي الجزء السابع من سلسلة ألعاب ماريو بارتي ، أنتجت سنة 2005م، طورها شركة هادسن سوفت ونشرها شركة نينتندو ، وتعمل نظام الحصرية لنظام تشغيل جيم كيوب.